# Scottish Opera
Scottish Opera, în română, Opera scoțiană, este o companie de operă din Scoția. Fondată în 1962 și având sediul în orașul Glasgow, Opera scoțiană este compania națională de operă a Scoției și cea mai mare instituție de arte dramatice din țară.

## Istoric
Fondată în 1962 de către Sir Alexander Gibson, care a fost și primul său director muzical, Scottish Opera a crescut constant, ajungând să fie una dintre cele mai renumite companii de operă, construindu-și o reputație pentru producțiile sale de valoare constant ridicată.
În 1975 Scottish Opera a cumpărat Teatrul Regal din Glasgow de la Televiziunea Scoțiană , prima reprezentație a fost în octombrie 1975 cu Die Fledermaus (în română, Liliaacul). În martie 2005 administrația Teatrului Regal a fost trasferată la Grupul Teatral Ambasador, dar rămâne sediul principal al Operei Scoțiene.
Din 1994, sediul său principal din Edinburgh este Edinburgh Festival Theatre.

## Premii
Compania a câștigat numeroase premii , inclusiv Barclays TMA Award pentru "Realizări remarcabile în operă" pentru Macbeth și Der Rosenkavalier ( în 1994) și pentru Die Walküre și Siegfried ( în 2002). De asemenea a câștigat South Bank Show Award  pentru "Cea mai bună operă" pentru Ring Cycle ( 2004)

## Turnee în străinătate
Scottish Opera  a pus în scenă multe producții în străinătate , inclusiv Peter Grimes și Tristan und Isolde în Lisabona; Macbeth la Festivalul Internațional din Viena și Premiera Europeană a lui MacMillan, Ines de Castro, în Porto, Portugalia.

## Directori muzicali
- Alexander Gibson (1962 - 1986)
- John Mauceri (1986 - 1992)
- Sir Richard Armstrong (1992 - 2005)
- Francesco Corti (2007 - prezent)